# Mario Iovine
Mario Iovine, né à San Cipriano d'Aversa le 15 mars 1938 et abattu à Cascais le 6 mars 1991 est un patron du clan Casalesi. Il prend la suite d'Antonio Bardellino après son assassinat en 1988.

## Activité criminelle
Iovine fut recruté par Bardellino après sa victoire[Quoi ?] contre le Nuova Camorra Organizzata de Raffaele Cutolo. En 1983 débute un conflit au sein de Nuova Famiglia entre Bardellino et Nuvoletta. Dans ce cadre, la première mission d'Iovine est d'assassiner Ciro Nuvoletta, frère du chef Lorenzo. 

### Chef des Casalesi
Ses deux victoires (contre Cutolo et après contre les Nuvoletta), portaient Bardellino à croire qu'il avait un pouvoir important sur ses lieutenants, tellement qu'il décide en janvier 1988 de tuer le frère d'Iovine, soupçonné de parler avec policiers. Iovine venge l'assassinat de son frère en tuant Bardellino par coups de marteau le 26 mai et simultanément Paride Salzillo est étranglé et jeté dans un canal par un associé d'Iovine, Francesco Schiavone.
Après ce double assassinat, Iovine et Schiavone, associés à Francesco Bidognetti, prennent la tête des Casalesi. Iovine est arrêté à Solliès-Pont le 27 août 1989. En avril 1990, Iovine et Schiavone sont libérés.

## Assassinat
En décembre 1990, éclate une guerre interne au sein des Casalesi, entre Vincenzo De Falco et les partisans de Bidognetti, Iovine, et Schiavone. Ils accusaient de Falco de ne pas partager avec eux l'argent de contrats truqués. De Falco prend les devants et les dénonce à la police. Schiavone et Bidognetti sont arrêtés mais Iovine s'échappe au Portugal.
En représailles De Falco est abattu le 2 février 1991 par mitraillette. Le réponse de son frère Nunzio De Falco se fait pas attendre: le 6 mars, Iovine, tandis qu'il parlait dans une cabine téléphonique, reçoit 2 balles dans l'abdomen